# جيا شيوكوان
جيا إكسياكوان (بالصينية: 賈秀全)، من مواليد 1963، لاعب كرة قدم صيني سابق ومدرب كرة قدم حالي، وهو يدرب منتخب الصين الأولمبي لكرة القدم.
بدأ مسيرته الكروية مع نادي بايي في عام 1976 وحتى عام 1988، وفي موسم 1988/1989 انتقل إلى نادي بارتيزان بلغراد اليوغسلافي، وفي موسم 1991/1992 انتقل إلى نادي رويال بولس الماليزي، وفي موسم 1992/1993 انتقل إلى نادي غامبا أوساكا الياباني.
و قد حصل على جائزة أفضل لاعب في كأس آسيا 1984، وكذلك حصل على لقب هداف الدوري الصيني ثلاثة مرات في أعوام 1983 و1984 و1986.
و قد بدأ مسيرته التدريبية مع نادي بايي في موسم 1994/1995، وفي عام 1996 انتقل إلى تدريب نادي شانكسي غولي، ودربهم حتى عام 1998، وفي عام 1999 درب منتخب شباب الصين لكرة القدم، وفي عام 2000 درب نادي شانغهاي شينهوا، وفي موسم 2001/2002 عاد إلى تدريب نادي بايي، وهو يدرب منتخب الصين الأولمبي لكرة القدم منذ عام 2003، وفي عام 2004 درب نادي شانغهاي شينهوا.

## روابط خارجية
- جيا شيوكوان على موقع الاتحاد الدولي (مؤرشف)  (الإنجليزية)
- جيا شيوكوان على موقع رابطة كرة القدم اليابانية للمحترفين (اليابانية)
- جيا شيوكوان على موقع قاعدة بيانات كرة القدم.إي يو (الإنجليزية)
- جيا شيوكوان على موقع ناشيونال فوتبول تيمز (الإنجليزية)
- جيا شيوكوان على موقع Soccerway.com (الإنجليزية)
- جيا شيوكوان على موقع عالم كرة القدم.نت (الإنجليزية)
- جيا شيوكوان على موقع أوليمبيديا (الإنجليزية)